# Riverview Park (Chicago)
Riverview Park était un parc d'attractions situé à Chicago, dans l'Illinois, aux États-Unis et qui a fonctionné de 1904 à 1967. 

## Histoire
Le parc est principalement connu pour ses parcours de montagnes russes dont The Bobs, The Comet, Jetstream ou encore The Silver Flash. On se souvient également de ces classiques comme le palais du rire Aladdin's Castle, Shoot the Chutes, Hades, le Rotor, Tilt-A-Whirl, Wild Mouse et le Tunnel of Love.
À la fermeture du parc, quelques attractions furent relocalisées dans d'autres parcs. On peut ainsi toujours observer le Riverview Carousel à Six Flags Over Georgia.
L'ancien emplacement du parc est aujourd'hui occupé par le centre commercial Riverview Plaza, le Belmont District Police Station, et la DeVry University. Une sculpture nommée "Riverview", installée en 1980 par l'artiste local Jerry Peart en face du bureau de police rend hommage au parc disparu.

## Galerie

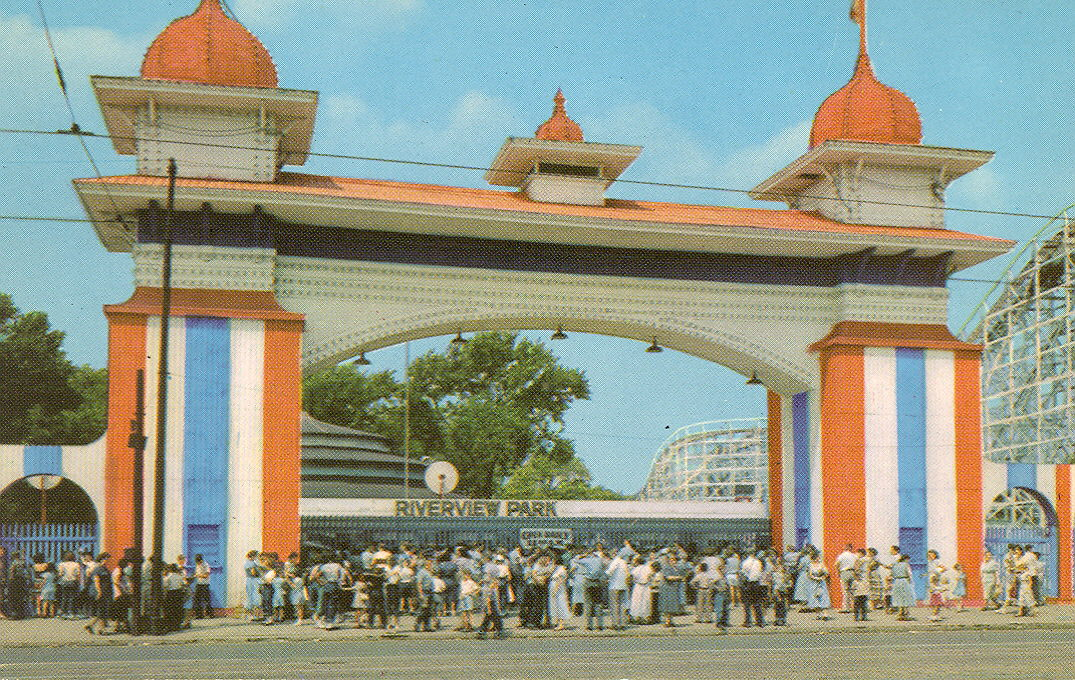
Entrée du parc
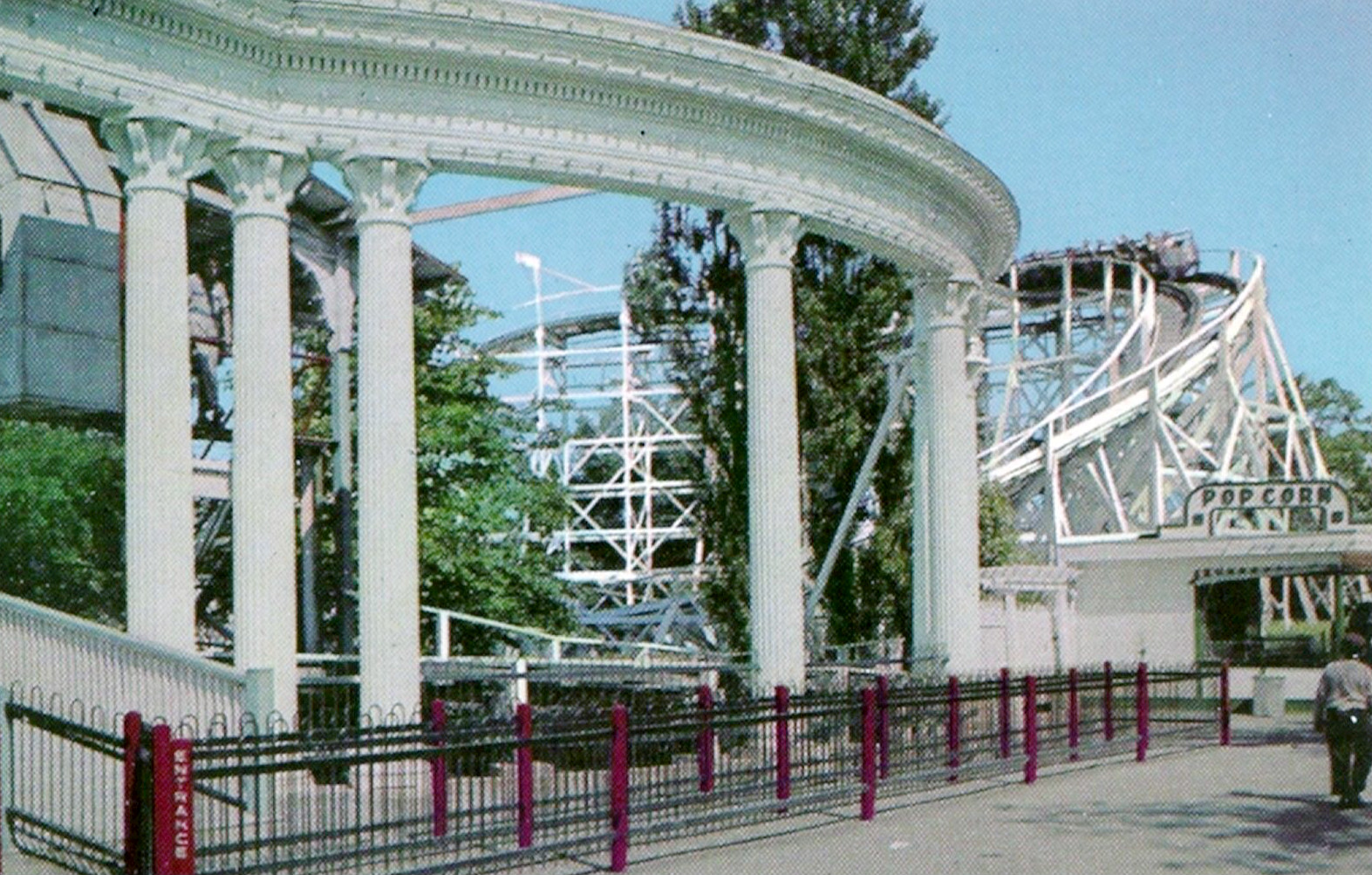
Montagnes russes en bois, The Bobs